# Scooby-Doo
Scooby-Doo es una franquicia basada alrededor de una popular serie de televisión animada estadounidense producida por Hanna-Barbera Productions (ahora Warner Bros. Animation) en múltiples versiones desde su estreno por la cadena CBS en 1969, hasta el presente.
El formato del programa y el elenco han cambiado significativamente a lo largo de los años. Las versiones más conocidas incluyen a un perro de raza gran danés parlante llamado Scooby-Doo y a cuatro adolescentes llamados Fred Jones, Daphne Blake, Vilma Dinkley y Shaggy Rogers, los cuales viajan a lo largo del mundo en una camioneta llamada "La Máquina del Misterio" (Mystery Machine en su término original), por la cual se transportan de un lugar a otro resolviendo misterios relacionados con fantasmas y otras fuerzas sobrenaturales. Al final de cada episodio, las fuerzas sobrenaturales tienen una explicación racional —generalmente un criminal disfrazado que espanta a la gente para poder cometer sus crímenes—. A través de los años, las posteriores temporadas del programa presentaron variaciones en el tema sobrenatural, e incluyeron nuevos personajes, como el primo de Scooby, Scooby-Dum y su sobrino, Scrappy-Doo.
Scooby-Doo fue transmitido por primera vez en el período comprendido entre 1969 y 1976, pues al término de este fue trasladado a la cadena televisiva ABC, la cual terminó cancelando el programa en 1986, presentando en su lugar un spin-off titulado Un cachorro llamado Scooby-Doo, entre 1988 y 1991. Una nueva serie titulada ¿Qué hay de nuevo Scooby-Doo?, fue transmitida en WB Television Network entre 2002 y 2005, hasta que otra serie, Shaggy y Scooby-Doo detectives, fue lanzada por CW network desde 2006. Warner Bros. Animation relanzó la franquicia en Scooby-Doo! Misterios S.A. transmitida por Cartoon Network desde 2010 hasta 2013, y fue seguida por la más reciente, Ponte en onda, Scooby-Doo! estrenada en 2015 en el mismo canal. Esto, sin mencionar el lanzamiento de una gran cantidad de especiales, filmes para televisión, una línea de películas directas a video producidas anualmente, y cuatro películas con actores reales, entre otros trabajos similares. Actualmente, repeticiones de diversos capítulos y películas del personaje son transmitidas por Cartoon Network y su canal hermano Boomerang en Estados Unidos, Latinoamérica y otros países. Repeticiones de las series clásicas también pueden ser vistas en Brasil e Hispanoamérica a través del canal de cable Tooncast.
Scooby-Doo ha mantenido una significativa base de seguidores a lo largo de los años, la cual ha ido creciendo sobre todo en la década de 1990 debido a la popularidad del programa, convirtiéndose en un clásico de culto entre niños de todas las edades, jóvenes y adultos nostálgicos que crecieron con la serie original. A menudo se atribuye el éxito de la serie a la mezcla de los géneros de comedia, aventura y terror. 

«En general, Scooby-Doo no solo es un programa diseñado para estimular las emociones y tensiones de los niños, sino que también crea suficientes risas como para hacerlo divertido sin preocuparlos o darles pesadillas».
David Kleeman, director ejecutivo del centro americano de media infantil, en entrevista en 2003.

Durante sus más de 4 décadas de duración, Scooby-Doo ha recibido diversos reconocimientos, entre ellos dos nominaciones para los Premios Emmy: la primera, a los Premios Daytime en 1989 por Un cachorro llamado Scooby-Doo, y la segunda en 2003 para la actriz Mindy Cohn en la categoría "Excelente interpretación en un programa animado", por su papel de Vilma en ¿Qué hay de nuevo, Scooby-Doo?, además de dos nominaciones consecutivas a los Kids Choice Awards de Nickelodeon para la serie Scooby-Doo! Misterios S.A. en la categoría "Mejor programa animado".
En años recientes, Scooby-Doo ha recibido reconocimientos por su popularidad, colocándose a la cabeza de diversas encuestas sobre personajes de dibujos animados. El 3 de agosto de 2002, un artículo de la revista TV Guide presentó su lista de los 50 mejores personajes de dibujos animados de todos los tiempos, en la que Scooby-Doo estuvo en el puesto 22. En 2013, la misma revista nombró a Scooby-Doo como la quinta mejor serie animada de todos los tiempos, en su lista de las 60 mejores caricaturas de la historia. Scooby también ocupó el decimotercer puesto en la lista de Animal Planet de los 50 animales más grandes de la televisión. En enero de 2009, el sitio web de entretenimiento IGN colocó a Scooby-Doo en el puesto 24 de su lista de las "100 mejores series animadas".
Entre los años 2004 y 2005, Scooby-Doo mantuvo el récord mundial Guinness como la serie animada con mayor número de episodios, siendo eventualmente superado por otras series estadounidenses.

## Historia de la producción

### Creación y desarrollo
En 1968, un gran número de organismos especializados en abogar por la protección de las personas contra el abuso corporativo de determinadas empresas -especialmente Action for Children's Television-, comenzaron a protestar en contra de la violencia mostrada en los dibujos animados durante los años 1960. Muchos de estos programas bajo denuncia eran caricaturas de acción de Hanna-Barbera, como Los Herculoides, por lo que muchos de ellos fueron cancelados en 1969 debido a la presión de los grupos protestantes. Miembros de estos grupos trabajaron como consejeros de Hanna-Barbera y otros estudios de animación para asegurarse de que los nuevos programas abordaran temáticas aptas para las audiencias infantiles.
En 1968, Fred Silverman, ejecutivo a cargo de la programación infantil de CBS, estaba buscando un programa que revitalizara su bloque de los sábados por la mañana y agradara a los grupos protestantes al mismo tiempo. El resultado fue The Archie Show, basado en el cómic del mismo nombre creado por Bob Montana. Otro éxito fueron los números musicales de The Archies presentados durante cada programa -incluso uno de ellos, "Sugar, Sugar", se convirtió en la canción más exitosa del Billboard en 1969-. Silverman estaba ansioso por expandir este éxito, así que contrató a los productores William Hanna y Joseph Barbera para crear otro programa basado en un grupo de adolescentes roqueros, pero con un elemento extra: los personajes resolverían misterios. Silverman imaginó al programa como una mezcla entre I Love a Mystery -una popular serie de radio de los años 1940-, y el programa cómico de televisión de los años 60, The Many Loves of Dobie Gillis. Según lo dice Silverman en una entrevista, su concepto se basaba en la mezcla de los géneros que le habían dado su éxito a los dibujos animados de Los Beatles (la aventura y la comedia) pero esta vez agregándole el giro del misterio y el horror. Dicha combinación creaba un género único que no había sido intentado antes en TV y mucho menos en el mundo de la animación.
Hanna y Barbera comenzaron a trabajar en la creación del nuevo programa con la ayuda de los jóvenes escritores Joe Ruby y Ken Spears, así como del diseñador de personajes, Iwao Takamoto. El concepto original del programa llevaba como título Mysteries Five ("Cinco Misterios" en su traducción), y estaba protagonizado por cinco adolescentes llamados Geoff, Mike, Kelly, Linda y "W.W." -quien era hermano de Linda-, además de su perro llamado Too Much, quienes conformaban una banda llamada "The Mysteries Five" y viajaban de concierto en concierto en su camioneta llamada la "Máquina del Misterio". Cuando la banda de Cinco Misterios no estaba tocando música, resolvían problemas relacionados con fantasmas, zombis y otras criaturas supernaturales. Según los mismos Ruby y Spears, inicialmente la serie consistía de capítulos con continuidad de 15 minutos de duración, en los que se contarían las vidas de los personajes, sus intereses amorosos, problemas con sus padres, celos, vida escolar, etc. El perro Too Much usaba lentes oscuros y tocaba los bongos en la banda de los Cinco Misterios, pero en ese entonces solo era un personaje cómico y no tenía un rol tan prominente como el resto de protagonistas. Ruby y Spears no podían decidir la raza de Too Much, teniendo como posibles alternativas la de un Gran Danés y la de un gran perro ovejero. Luego de consultar con Barbera el dilema, el perro fue finalmente diseñado como un gran danés, principalmente para poder evitar la relación con el protagonista de la tira cómica Marmaduke, y con The Archies -quienes tenían un perro ovejero en su banda-. Tomada esta decisión, Ruby y Spears trabajaron en la personalidad del can, modelándolo como un personaje cómico y asustadizo que siempre vencía sus miedos en presencia del peligro, inspirándose en las antiguas películas protagonizadas por Bob Hope. Por otra parte, Takamoto consultó a una empleada del estudio, quien resultó ser además una criadora de perros gran danés. Luego de aprender las características del perro (lomo recto, patas rectas, mentón pequeño), Takamoto diseñó a Too Much rompiendo algunas reglas e incorporándole piernas arqueadas, papada y otras anormalidades físicas.

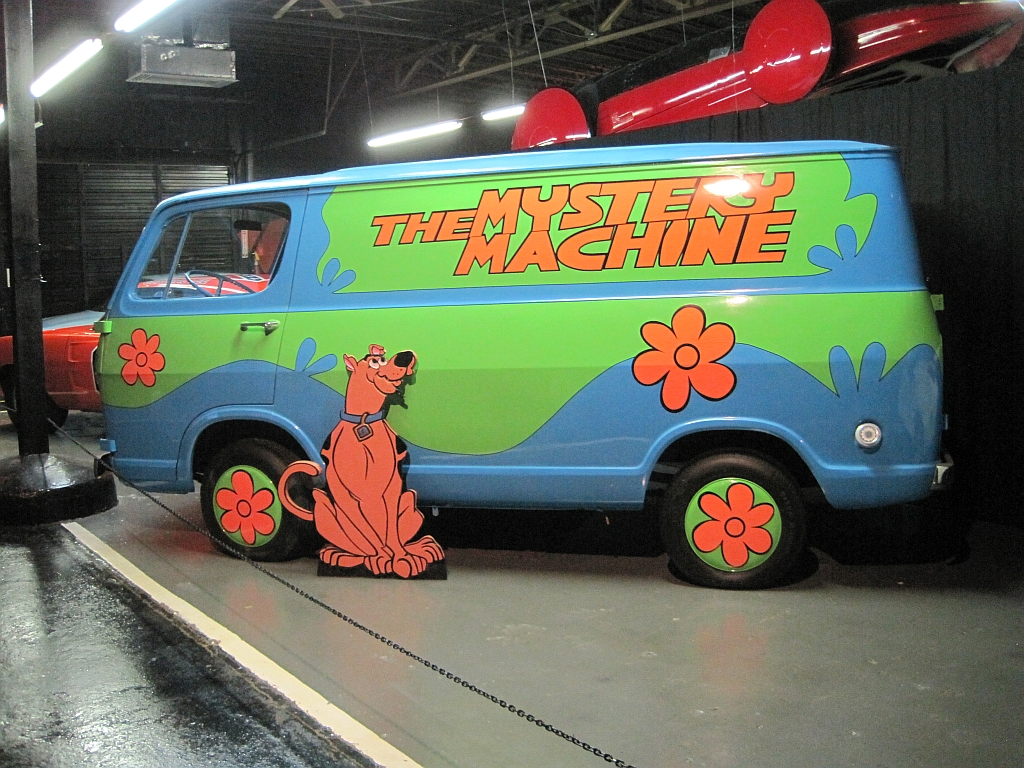
Modelo de automóvil similar a la Máquina del Misterio.

Cuando el programa estaba listo para ser presentado ante Silverman, cambiaron algunos detalles argumentales del show. Por ejemplo: Geoff y Mike fueron fusionados en un solo personaje llamado "Ronnie" -el cual luego sería renombrado "Fred" a petición de Fred Silverman-, y los demás nombres fueron cambiados por otros que encajaran mejor con sus personalidades: Kelly fue renombrada como "Daphne", Linda era ahora llamada "Vilma" y finalmente, "W.W." fue renombrado como Shaggy y ya no fungía como familiar de Vilma. El concepto del programa, ahora diseñado para durar 30 minutos, le fue presentado a Silverman, a quien le gustó todo el paquete (él fue quien pidió que el programa durase media hora y desarrollase más contenido). Sin embargo, él odiaba el nombre Mysteries Five para el programa, así que lo cambió a Who's S-S-Scared? (¿Quién está A-A-Asustado?, en su traducción), y luego, Iwao Takamoto y el departamento de diseño de Hanna-Barbera empezaron a trabajar en la apariencia de los personajes, mientras Ruby y Spears desarrollaban sus personalidades e iban escribiendo posibles tramas para el show. Usando guiones gráficos y una pequeña secuencia de animación, Silverman presentó Who's S-S-Scared? a los ejecutivos de CBS para un espacio en el bloque matutino de la temporada 1969–1970. Frank Stanton, gerente general de CBS y los demás ejecutivos pensaron que el programa era demasiado escalofriante para el público infantil y no podría ser transmitido en la mañana.
Sin una respuesta clara, Silverman regresó con Ruby y Spears, quienes trabajaron para modificar el programa y hacerlo más cómico y menos aterrador. Desecharon entonces la idea de la banda de rock y prestaron mayor atención en los personajes de Shaggy y Too Much. Según Ruby y Spears, Silverman se inspiró, posteriormente, en la parte final interpretación de la canción "Strangers in the Night" por Frank Sinatra y escrita por Bert Kaempfert, la cual venía escuchando en sus auriculares durante su vuelo de regreso a Los Ángeles. Así que decidió renombrar al perro "Scooby-Doo", convertirlo en la estrella del show, y cambiar el título del programa por ¿Scooby-Doo dónde estás? El programa finalmente fue presentado de nueva cuenta a los ejecutivos de CBS, quienes lo aprobaron para su producción. Sin razón aparente, se decidió que todos los episodios de la serie tomarían lugar por la noche, probablemente para acentuar el concepto de terror y misterio.

### Series de televisión

#### En CBS
¿Scooby-Doo dónde estás? hizo su debut en CBS el sábado 13 de septiembre de 1969 a las 10:30 de la mañana, con su primer episodio, "What a Night for a Knight" (La Leyenda del Caballero Negro en su traducción), en el cual Scooby-Doo y sus amigos están buscando a un arqueólogo perdido, estando amenazados por un caballero blindado que se encuentra en un museo de aspecto tenebroso.
El reparto original de voces contaba con:
- Don Messick como Scooby-Doo
- Casey Kasem como Shaggy Rogers
- Frank Welker como Fred Jones
- Nicole Jaffe como Vilma Dinkley
- Stefanianna Christopherson como Daphne Blake.[17]

Fueron producidos 25 episodios originales, escritos y editados por Joe Ruby y Ken Spears. La musicalización del programa estuvo a cargo del compositor Ted Nichols, y el tema principal fue escrito por David Mook y Ben Raleigh, e interpretado por Larry Marks. Iwao Takamoto, convertido en uno de los co-creadores, se encargó de diseñar a los 5 protagonistas, su camioneta, y recrear la atmósfera nocturna característica del programa. Trabajó en casi todos los proyectos relacionados con Scooby-Doo desde 1969 hasta su retiro en 2006. Muchos animadores describen la animación de Scooby-Doo como un proceso muy difícil, que usualmente requería un aproximado de 6 artistas de fondo y 12 animadores. ¿Scooby-Doo Dónde estás? se diferenció de todo lo hecho por Hanna-Barbera hasta el momento en sus técnicas de animación limitada: ahora los personajes carecían de separaciones y músculos faciales, pues tenían un diseño nuevo con un estilo más completo de animación para televisión, nunca antes visto. Charles A. Nichols, experimentado director de animación de la compañía, desempeñó dicha tarea para el programa de 1969.
Ese año fueron producidos un total de 17 episodios del show, que contaba con claras influencias de los programas I Love a Mystery y The Many Loves of Dobie Gillis en sus primeros episodios; Mark Evanier -quien escribiría los guiones y tiras cómicas de Scooby-Doo en los años 1970 y 80-, identificó a cada uno de los adolescentes con uno de los pertenecientes al programa The Many Loves of Dobie Gillis: "Fred estaba basado en Dobie, Vilma en Zelda, Daphne en Thalia y Shaggy en Maynard". Las semejanzas entre Shaggy y Maynard fueron las más notorias; ambos personajes tenían el mismo estilo de barba beatnik, peinados y comportamiento. Por otra parte, los roles de los personajes estaban fuertemente definidos en la serie: Fred era el líder, Vilma era la analista inteligente, Daphne era torpe, asustadiza y vanidosa, y Shaggy y Scooby-Doo eran cobardes y motivados por el hambre para resolver los misterios -características que perdurarían al paso de las siguientes temporadas-.
La trama de cada episodio de Scooby-Doo tuvo como fórmula una rutina que serviría para muchos otros en la serie. Al comienzo del episodio, el grupo se dirige o regresa de alguna actividad de adolescentes en la Máquina del Misterio, una camioneta decorada con Arte psicodélico al estilo Flower power pero su viaje se ve interrumpido por algún tipo de fantasma y/o monstruo que ha estado aterrorizando a los habitantes de la zona. Los adolescentes ofrecen su ayuda para encontrar la respuesta que hay detrás de todo, pero mientras buscan pistas, el monstruo los ataca y deben escapar. Cuando tienen las suficientes pistas determinan que el monstruo es un simple mortal que espanta por alguna razón en particular. Al final de cada episodio consiguen atrapar al "monstruo" y le despojan de su máscara/disfraz para descubrir finalmente quién es el bandido. Ruby y Spears crearon muchos de los elementos característicos del programa que se mantienen hasta hoy en cada serie y película, como por ejemplo la Máquina del Misterio, las Scooby-Galletas, y las relaciones entre los personajes. Aunque fue establecido que Fred, Daphne, Vilma y Shaggy estudiaban en la escuela secundaria (episodios 1, 18 y 20), los orígenes de la pandilla, las Scooby-galletas y la Máquina del Misterio, así como las circunstancias en que se conocieron, fueron dejados a la imaginación del televidente. Ruby y Spears revelarían muchos de estos datos al contribuir en el guion de una secuela de la serie original, que sería lanzada más de 40 años después.
¿Scooby-Doo dónde estás? fue el mayor éxito de sintonía para CBS, quienes decidieron hacer una segunda temporada en 1970. Los ocho episodios de ¿Scooby-Doo dónde estás? en 1970 se diferenciaron de la primera temporada ya que incluían un tipo de humor más slapstick, canciones en los momentos de persecución, Heather North hizo la voz de Daphne en lugar de Christopherson y regrabaron el tema del programa. Ambas temporadas contenían risas grabadas, que eran populares en los dibujos animados de los años 60 y 70.
En 1972, luego de 25 episodios de media hora, el programa fue emitido en una hora y llamado Las nuevas películas de Scooby-Doo; cada episodio incluía una estrella invitada que ayudaría al grupo a resolver los misterios. Los personajes invitados incluían a los Harlem Globetrotters, Los tres chiflados, Don Knotts, así como Batman y Robin, quienes aparecieron al menos dos veces en el programa. Debido a la salida de Ruby y Spears de la compañía Hanna-Barbera en 1971, un nuevo equipo de escritores se hizo cargo de los guiones, imitando la fórmula implantada por Ruby y Spears, tanto en lo referente a la interacción entre los personajes como a sus características y peculiaridades, estilo que seguirían todos los guionistas de las siguientes reencarnaciones, cuando no estaban presentes los creadores originales. Hoyt S. Curtin, compositor musical de Hanna-Barbera, escribió un nuevo tema para esta serie, el cual perduraría durante las siguientes producciones de Scooby-Doo de los años 70 y 80. Luego de dos temporadas y 24 episodios de Las nuevas películas entre 1972 y 1974, el programa fue transmitido nuevamente en su formato original hasta que Scooby se cambió a ABC en 1976.

#### Los clones deScooby
Luego de adoptar una fórmula exitosa, Hanna-Barbera la repitió numerosas veces. Cuando Scooby-Doo tuvo su primer cambio de formato en 1972, Hanna-Barbera había producido tres programas más con adolescentes, bastante similares a Scooby: Josie y sus Gatimelódicas (1970) -que retomó la idea de la banda de rock-; The Pebbles and Bamm-Bamm Show (1971) -que presentaba a los bebés de Los Picapiedra como estudiantes de secundaria-; y el clon más evidente, El fantasma revoltoso (1971) -que incluía a tres adolescentes, un fantasma y un gato fantasma quienes resolvían misterios-.
Programas posteriores como El Clan Chan (1972); Gobber y los Cazafantasmas, El superveloz Buggy Buggy, Butch Cassidy and the Sundance Kids, y Pulgarcito, investigador privado (todos de 1973); Clue Club y Mandibulín (ambos de 1976); Capitán Cavernícola y los ángeles adolescentes (1977); Buford y Fantasma a galope (1978); y los segmentos de Pebbles, Dino y Bamm-Bamm en Las travesuras de los Picapiedra (1980) presentarían a un grupo de adolescentes resolviendo misterios o combatiendo el crimen al mismo estilo de Scooby-Doo, generalmente con la ayuda de algún animal, fantasma u otra particularidad. Por ejemplo, El superveloz Buggy Buggy tenía tres adolescentes y un buggy parlante con el rol de "Scooby", mientras que Mandibulín tenía a cuatro adolescentes y un tiburón parlante. Algunos de estos programas usaban incluso los mismos actores de voz. Fuera del estudio también utilizaron la fórmula: cuando Joe Ruby y Ken Spears dejaron H-B en 1977 y crearon Ruby-Spears Productions, su primer dibujo animado fue Fangface, otro considerado clon de Scooby.
Durante los años 1970, los programas imitadores coexistieron exitosamente junto a Scooby los sábados por la mañana. Muchos de los programas de misterio de Hanna-Barbera hechos antes de 1975 eran transmitidos en CBS, y cuando Fred Silverman se mudó de CBS a ABC en 1975, los programas de misterio, incluyendo Scooby-Doo, lo siguieron.

#### ABC
En ABC, el programa sufrió cambios importantes en su formato. Para la temporada 1976–1977, episodios nuevos de Scooby-Doo fueron unidos junto a un nuevo programa de H-B, Dynomutt, Dog Wonder (Fabul Man y Dinamita), para crear The Scooby-Doo/Dynomutt Hour (se convirtió en The Scooby-Doo/Dynomutt Show cuando ¿Scooby-Doo dónde estás? fue retransmitido en noviembre de 1976). Este programa de una hora fue el origen de otros bloques como Scooby's All-Star Laff-a-Lympics (1977 - 1978) y Scooby's All-Stars (1978 - 1979).
Fueron producidos nuevos episodios de Scooby en el formato original de ¿Scooby-Doo dónde estás? para cada una de estas tres temporadas, con guiones supervisados (mas no escritos) por Ruby y Spears. Cuatro de estos episodios presentaban al primo campesino de Scooby, Scooby-Dum. Los episodios de Scooby-Doo producidos durante estas tres temporadas fueron agrupados como El show de Scooby-Doo, nombre bajo el cual siguieron en el aire. Para los bloques de Scooby's All-Star Laff-A-Lympics y Scooby's All-Stars, los nuevos episodios de Scooby fueron agrupados junto con Las olimpiadas de la risa, otra nueva serie de Hanna-Barbera, que presentaba a sus personajes en parodias de los juegos olímpicos. Scooby-Doo apareció en este show como capitán del equipo de "Los Super de Scooby-Doo", acompañado de Shaggy y Scooby-Dum.
En 1979, el pequeño sobrino de Scooby, Scrappy-Doo, fue incluido en las dos series con el objetivo de aumentar la sintonía del programa. El personaje no fue creado por Joe Ruby o Ken Spears, sino que fue una idea de Joseph Barbera para salvar al programa de la cancelación y refrescar la fórmula original. Los episodios de 1979–1980, transmitidos bajo el nombre de El show de Scooby-Doo y Scrappy-Doo, generaron nuevo interés en el programa, y como resultado, el show fue reestructurado en 1980 para centrarse en Scrappy-Doo. Fred, Daphne y Vilma fueron sacados de la serie, y el nuevo formato de El show de Scooby-Doo y Scrappy-Doo estaba compuesto por tres aventuras cómicas de siete minutos cada una protagonizadas por Scooby, Scrappy y Shaggy en vez de los capítulos de misterio de media hora. Esta versión de El show de Scooby-Doo y Scrappy-Doo fue transmitida como parte de The Richie Rich/Scooby-Doo Show entre 1980 y 1982, y como parte de The Scooby-Doo/Scrappy-Doo/Puppy Hour entre 1982 y 1983. La mayoría de los villanos sobrenaturales del programa de Scooby y Scrappy, que en las antiguas series de Scooby eran humanos en disfraz, eran ahora "reales" dentro del contexto de la serie.
Daphne regresó en El nuevo show de Scooby y Scrappy-Doo, que constaba de dos episodios de 11 minutos en un formato parecido a ¿Scooby-Doo dónde estás?. Esta versión del programa tuvo dos temporadas, en la segunda temporada fue transmitido bajo el nombre Los nuevos misterios de Scooby-Doo e incluía algunas apariciones de Fred y Vilma.
En 1985 fue el debut de Los 13 fantasmas de Scooby-Doo, protagonizado por Daphne, Shaggy, Scooby, Scrappy, y los nuevos personajes Flim-Flam y Vincent Van Ghoul -basado y doblado por Vincent Price-, quienes viajaban por el mundo para capturar a "trece de los más terroríficos fantasmas y monstruos de la faz de la tierra". Los 13 fantasmas de Scooby-Doo fue cancelado en marzo de 1986, y ninguna serie nueva de Scooby fue transmitida durante los siguientes dos años.
Hanna-Barbera tomó a los personajes originales de ¿Scooby-Doo dónde estás? e hizo versiones infantiles para Un cachorro llamado Scooby-Doo, que debutó en ABC en 1988. Un cachorro llamado Scooby-Doo fue una versión más cómica de la serie original, inspirada en los trabajos clásicos de Tex Avery y Bob Clampett, y adoptando un estilo parecido a los Looney Tunes. Algunos datos sobre los personajes fueron creados para esta serie, como por ejemplo que el nombre real de Shaggy era "Norville", los padres de Scooby revelaron en un episodio que su verdadero nombre era "Scoobert-Doo", y que la ciudad en la que viven los personajes se llama Coolsville (Villa Genial), datos que fueron popularizados para las posteriores producciones de Scooby-Doo, pero no fueron creados por Joe Ruby o Ken Spears y no forman parte del canon original. Un cachorro llamado Scooby-Doo fue creado y producido por Tom Ruegger quien había trabajado como supervisor de guion para las series de Scooby-Doo desde 1984, y quien posteriormente se iría de Hanna-Barbera para trabajar en Warner Bros. desarrollando El show de los Tiny Toons. El programa fue un éxito y duró hasta 1991.

#### Repeticiones,¿Qué hay de nuevo Scooby-Doo?yShaggy y Scooby-Doo detectives

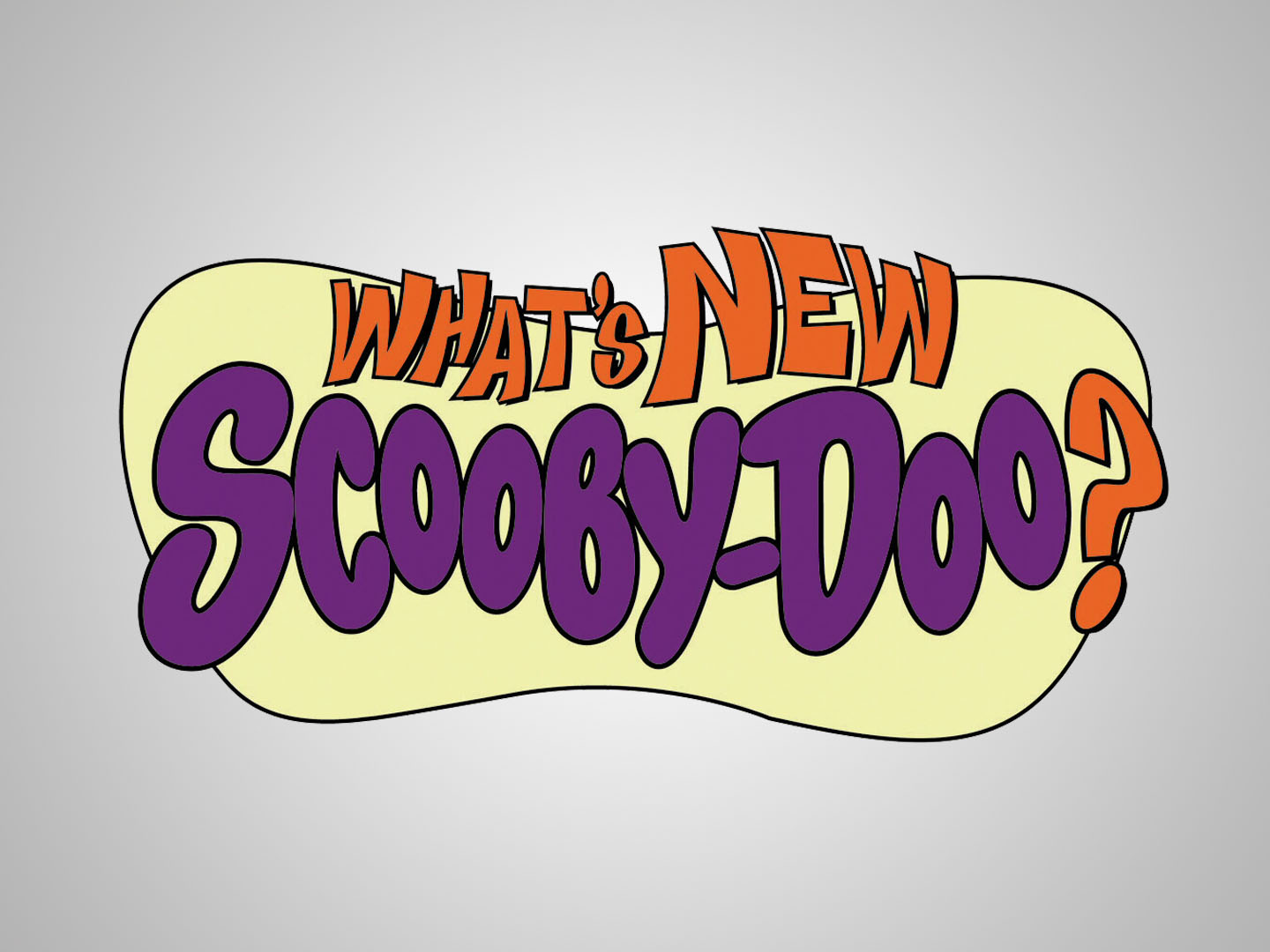
Logo de ¿Qué hay de nuevo, Scooby-Doo?.

El programa ha sido repetido en televisión desde mediados de los años 1980, y ha sido mostrado en canales de televisión por cable como TBS Superstation (hasta 1989) y USA Network (como parte de USA Cartoon Express entre 1990 y 1994). En 1993, Un cachorro llamado Scooby-Doo, luego de terminar de ser emitido por ABC, comenzó a ser mostrado en Cartoon Network; las otras versiones de Scooby-Doo fueron exclusivas de los canales Turner como Cartoon Network, TBS Superstation y TNT. Durante este tiempo los canadienses solo podían ver las series por TBS, y como era televisión pagada, solo algunos podían ver a Scooby-Doo. Esto sería hasta 1997, cuando Teletoon fue creado. Teletoon transmitió las primeras series, quienes fueron seguidas por más los años entrantes. Cuando TBS y TNT dejaron la emisión de dibujos animados de Hanna-Barbera en 1998, Scooby-Doo se convirtió en exclusividad de Cartoon Network y su canal hermano Boomerang.
En 2002, siguiendo el éxito de las repeticiones de Cartoon Network y las películas animadas de los años 1990, el grupo fue adaptado al siglo XXI en ¿Qué hay de nuevo Scooby-Doo?, que fue emitido en Kids WB y en Cartoon Network desde 2002. A diferencia de las otras series, el programa fue producido por Warner Bros. Animation y Chuck Sheetz, quien había trabajado previamente como productor de Los Simpson. Qué hay de nuevo fue pausado indefinidamente en abril de 2005, con 42 episodios emitidos. El programa regresó al formato familiar de las series antiguas, mezclado con tecnología moderna y algunas referencias contemporáneas para darle un sentimiento más actual. Tras la muerte de Don Messick en 1997, Frank Welker estuvo encargado de la voz de Scooby, al igual que la voz de Fred, y Casey Kasem regresó como la voz de Shaggy, con la condición de que su personaje fuese vegetariano. Grey DeLisle hace la voz de Daphne -su primer rol fue en Scooby-Doo y la Persecución Cibernética-, luego que la actriz anterior, Mary Kay Bergman muriera tiempo después de Scooby-Doo y los Invasores Alien, y Mindy Cohn estaría encargada de Vilma.
Luego de tres temporadas de ¿Qué hay de nuevo Scooby-Doo?, la serie fue sustituida en septiembre de 2006 por Shaggy y Scooby-Doo detectives, una renovación importante de la franquicia, que tuvo su debut en CW Network, y que se emitió todos los sábados por la mañana. Contaba la historia de cuando Shaggy hereda una gran suma de dinero y la mansión de su tío, un gran inventor, que pasó a la clandestinidad debido a villanos que quieren robar sus inventos. A diferencia de las series anteriores, Shaggy y Scooby resuelven los misterios por su cuenta, mientras que los demás personajes sólo tienen apariciones breves en algunos capítulos. Los personajes fueron rediseñados, y a Shaggy y Scooby se los vio más carismáticos e inteligentes. Sin embargo, no tuvo una buena acogida por parte de la audiencia, por lo que el programa tuvo su fin en 2008.

#### Relanzamiento en 2010
Debido al fracaso de Shaggy y Scooby-Doo detectives, Warner Bros. Animation decidió relanzar la franquicia, uniendo nuevamente al grupo de personajes originales en una nueva serie: Scooby-Doo! Misterios S.A. (Scooby-Doo! Mystery Incorporated). El programa se estrenó en Cartoon Network el 5 de abril de 2010 y duró 3 años al aire en dicho país. Para la serie volvieron las voces de Frank Welker como Scooby-Doo y Fred, Grey DeLisle como Daphne, Mindy Cohn como Vilma, mientras que Matthew Lillard se encarga de la voz de Shaggy. Lillard fue quien interpretó a Shaggy en las películas con actores reales de 2002 y 2004. Por su parte, Casey Kasem, quien hizo la voz de Shaggy en todas las series anteriores, en esta se encarga de interpretar al padre de Shaggy: Colton Rogers.
Ubicado en el pueblo costero de Cueva Cristal (California), el programa está inspirado en la fórmula original de ¿Scooby-Doo dónde estás?, y sirve como secuela de la serie de 1969, con sus personajes con sus atuendos clásicos, pero con un tono más dramático, realista y oscuro. Una marcada diferencia de esta serie con el resto de reencarnaciones de Scooby-Doo es que se enfoca por primera vez en las vidas personales de los protagonistas, dándonos una visión de sus problemas familiares, románticos y amorosos. Explorando el proceso de crecimiento y madurez de Fred, Daphne, Vilma, Shaggy y Scooby mientras definen y descubren su lugar en el mundo, los chicos deben luchar para mantenerse unidos y resolver extraños y terroríficos enigmas, mientras una figura sombría conocida como "el Señor E" los va llevando al descubrimiento de secretos escondidos en la ciudad en que viven y a un misterio que cambiará sus vidas. Este show es el único en la historia de la franquicia en contar los orígenes de la pandilla en un formato serializado y con guiones maduros, manteniendo una fuerte continuidad y presentando numerosas referencias a la cultura popular, homenajes a los estudios Hanna-Barbera y al cine de terror en general. El programa alcanzó un éxito considerable tanto en ratings como en crítica y merchandising, siendo dos veces nominado a los Kids Choice Awards de Nickelodeon y considerado ampliamente como «la mejor reencarnación de Scooby-Doo de todos los tiempos» y «una serie brillante en todo el sentido de la palabra». Cuenta con 2 temporadas y un total de 52 episodios, convirtiéndose en la reencarnación de Scooby-Doo con la mayor cantidad de capítulos hasta la fecha.
Luego de explorar argumentos de carácter épico e historias profundas y complejas, Warner Bros. decidió retomar el aspecto cómico de los personajes en una nueva serie titulada Ponte en onda, Scooby-Doo!, cambiando radicalmente el estilo de animación a uno similar a series de comedia como La vaca y el pollito o Soy la Comadreja. Con un tono mucho más «caricaturesco y absurdo», la nueva serie fue realizada por Jon Colton Barry, Zac Moncrief y el equipo de producción de Phineas y Ferb, con Shaunt Nigoghossian como director de animación y Richard Lee como director artístico. Junto con el rediseño y la nueva animación, parte del reparto regular de actores fue modificado, teniendo a la actriz Kate Micucci como la nueva voz de Vilma. Algo similar sucedió en el doblaje al español, donde las voces también fueron cambiadas, retirando al elenco de actores clásicos que dieron voz a los personajes durante varias décadas en todos los proyectos de la franquicia. Pese a ser emitida también por Cartoon Network en Estados Unidos, Ponte en onda, Scooby-Doo! se emite de forma casi simultánea en su canal hermano Boomerang en el resto de países del mundo, como parte de un convenio con Warner Bros. para producir sus propios contenidos originales. El argumento, más ligero y en clave de humor, presenta en formato episódico (sin continuidad) aventuras cómicas de la pandilla, cuyas personalidades fueron modificadas y exageradas para resaltar el tono de la serie, que favorece la comedia absurda a los misterios tradicionales que caracterizan la franquicia.

### Películas para televisión y video
La primera vez que los personajes de Scooby-Doo aparecieron fuera de su formato regular de los sábados por la mañana fue en el año 1979, cuando fue producida su primera película animada, Scooby-Doo, actor de Hollywood, de una hora de duración, emitida por ABC. La película giraba en torno a los intentos de Shaggy y Scooby de hacer que los ejecutivos de la cadena sacaran a Scooby de su programa normal y le dieran su propia serie en horario prime-time convirtiéndolo en una gran estrella. La película también presentó parodias de programas de televisión y películas de la época, tales como Días felices, Superman, Laverne & Shirley y Los ángeles de Charlie.
Entre 1986 y 1988, Hanna-Barbera Productions produjo Hanna-Barbera Superstars 10, una serie de películas animadas para televisión protagonizadas por sus personajes más populares, como el Oso Yogui, Huckleberry Hound, Los Picapiedra y Los Supersónicos. Scooby-Doo, Scrappy-Doo y Shaggy protagonizaron tres de estas películas: Scooby-Doo y los Hermanos Boo (1987), Scooby-Doo y la Carrera de los Monstruos (1988) y Scooby-Doo y la Escuela de Fantasmas (1988). Además, Scooby-Doo y Shaggy aparecieron como narradores en la película para televisión, Noches de Arabia, transmitida originalmente por TBS en 1994 y luego vendida en vídeo como Scooby-Doo en Noches de Arabia.
En 1998, Warner Bros. Animation y Hanna-Barbera -para ese entonces una subsidiaria de Warner Bros.-, comenzaron a producir películas para vídeo de Scooby-Doo por año. Estas películas eran protagonizadas por versiones de los personajes parecidas a las de ¿Scooby-Doo dónde estás?, aunque el sobrino de Scooby-Doo no fue incluido. Las películas incluyen Scooby-Doo en la Isla de los Zombies (1998), Scooby-Doo y el fantasma de la bruja (1999), Scooby-Doo y los Invasores Alien (2000) y Scooby-Doo y la Persecución Cibernética (2001). Estas cuatro películas se caracterizaron por diferir de la serie original poniendo a los personajes en tramas mucho más oscuras y enfrentándolos contra fuerzas sobrenaturales reales, pero siempre con un misterio que resolver. Por ejemplo, Scooby-Doo en la isla de los zombies presentaba a la pandilla original de 1969 reuniéndose después de estar separados, peleando contra criaturas en una remota isla de Luisiana. En Scooby-Doo y el Fantasma de la Bruja fue presentada la banda de rock gótico llamada "Las Hechiceras" (The Hex Girls), que se volvieron personajes recurrentes en las siguientes reencarnaciones. Fue en la película Scooby-Doo en la isla de los Zombies en la que se decidió darle a la pandilla el nombre de «Misterio a la Orden» (Mystery, Inc. en inglés), dato que quedó establecido desde entonces para referirse a Scooby y sus amigos.
Dándose cuenta de que la popularidad del programa crecía cada vez más, Cartoon Network comenzó a dedicarle muchos especiales televisivos y a producir más material original que incluyera a Scooby-Doo. Por ejemplo, Cartoon Network, junto con los estudios Turner y Primal Screen, coprodujo un especial de 10 minutos llamado The Scooby-Doo Project, que combinaba a los personajes del programa en una aventura en la cual se perdían en el bosque, parodiando a la entonces reciente película The Blair Witch Project. La trama de El proyecto de Scooby-Doo fue creada, escrita y producida por Chris 'Casper' Kelly, Larry Morris y Steve Patrick. Esta parodia fue mostrada en partes el 31 de octubre de 1999, durante una maratón de 24 horas de Scooby-Doo. Cartoon Network también produjo una parodia de 20 minutos de Las nuevas películas de Scooby-Doo llamada Night of the Living Doo. Fue escrita y dirigida por Chris 'Casper' Kelly y Jeffrey G. Olsen, y estrenada en una maratón el 31 de octubre de 2001, con estrellas invitadas como David Cross, Gary Coleman, Mark Hamill y la banda Big Bad Voodoo Daddy, poniéndole un estilo retro acompañado por la música de Ted Nichols de las series originales. Frank Welker fue el único miembro del elenco original en estas producciones, y ya que Don Messick había fallecido y Casey Kasem (vegetariano) había dejado su rol de Shaggy luego de tener que interpretarlo en 1995 en un comercial para Burger King, Scott Innes tomó los papeles de Scooby y Shaggy (Billy West había hecho la voz de Shaggy en Scooby-Doo y la isla de los zombies). B. J. Ward hizo la voz de Vilma y Mary Kay Bergman la de Daphne hasta su muerte en 2000, cuando fue reemplazada por Grey DeLisle.
El éxito de las películas le permitió a Scooby-Doo regresar a los sábados por la mañana con ¿Qué hay de nuevo Scooby-Doo?, y las películas posteriores estuvieron basadas más en esta serie. Dos de estas películas, Scooby-Doo y la Leyenda del Vampiro y Scooby-Doo y el monstruo de México (2003) fueron producidas en el puro estilo retro de la serie de 1969, remasterizando la música de Ted Nichols, reusando efectos de sonido de la serie clásica, y trayendo de vuelta a las actrices Heather North y Nicole Jaffe para volver a interpretar a Daphne y Vilma respectivamente. Las siguientes películas fueron Scooby-Doo y el Monstruo del Lago Ness (2004), Aloha, Scooby-Doo! (2005), Scooby-Doo y la Maldición de Cleopatra (2005), Scooby-Doo ¡Piratas a la vista! (2006) y Scooby-Doo y el abominable Hombre de las Nieves (2007).
Las películas posteriores basadas en ¿Qué hay de nuevo Scooby-Doo? regresaron a la fórmula original y son, básicamente, episodios más largos de la serie. A partir del año 2010, las películas directas a video tomaron un estilo más tenebroso y realista, tanto en animación como en trama y banda sonora, siguiendo la corriente e influencia del nuevo programa Scooby-Doo! Misterios S.A. sin dejar de mantener el formato clásico. El ejemplo más notable de esto sería el filme Scooby-Doo! y la máscara de Fabulman, donde la pandilla hace un crossover con los superhéroes Fabul Man y Dinamita. También se lanzó Scooby-Doo! Música de vampiros, la segunda película animada de corte musical de la franquicia. Según Mary Ellen Thomas, directora ejecutiva de marketing y franquicias animadas de Warner Home Video, el concepto de un musical fue elegido como una alternativa para modernizar el film, y a la vez regresar a los primeros días de Scooby-Doo, en cuya serie original se incorporaban piezas musicales. Adicionalmente, debido a un convenio entre Warner Bros. y WWE Studios, se produjo una película en la que la pandilla de Scooby-Doo conoce a luchadores de la WWE y los ayuda a resolver un misterio en el evento WrestleMania. Varios luchadores aparecieron en ella en forma animada y prestaron sus voces para la película, lanzada a comienzos de 2014 en DVD y Blu-Ray.
En 2022 se anunció una nueva película animada, titulada "Trick or treat Scooby-Doo", que ha generado controversia con respecto al personaje de Vilma, quien ahora formará parte de la comunidad LGBT+.

#### Scooby-Doo frente a fantasmas y monstruos reales
Originalmente, Scooby-Doo siempre se enfrentaba a fantasmas y monstruos falsos, que casi siempre resultaban ser personas disfrazadas. Sin embargo, en los años 80, la serie Los 13 fantasmas de Scooby-Doo mostró a los personajes enfrentándose a monstruos reales. El grupo trabajaba para un brujo real, que les ordenaba recuperar a los trece fantasmas reales más aterrorizantes del planeta, lo que significó un giro en la serie.
En las películas de televisión, Scooby, Shaggy y Scrappy-Doo, lidiaban con fantasmas y monstruos reales. En Scooby-Doo y los Hermanos Boo contratan a tres fantasmas amigables para detener a un fantasma real. En Scooby-Doo y la Escuela de Fantasmas (1988) aceptan un trabajo como profesores de gimnasia en la escuela para niñas de Miss Grimwood, la cual es una escuela de seres sobrenaturales; el trío termina impartiendo clases a las hijas de Frankenstein, Drácula, el Hombre lobo, la Momia y un fantasma. En Scooby-Doo y la Carrera de los Monstruos Shaggy es convertido en un hombre lobo para competir en una carrera de automóviles ante otros monstruos.

### Películas con actores reales
Warner Bros. produjo en el año 2002 una película de Scooby-Doo con actores reales.
El reparto incluyó a
- Freddie Prinze, Jr. (Fred),
- Sarah Michelle Gellar (Daphne),
- Matthew Lillard (Shaggy),
- Linda Cardellini (Vilma) y,
- Neil Fanning (Scooby-Doo), el cual fue creado por animación computarizada.

Aunque recibió críticas negativas, Scooby-Doo: La Película fue todo un éxito financiero, teniendo como ganancias cerca de 130 millones de dólares. Su secuela, Scooby-Doo 2: Monstruos sueltos fue estrenada en marzo de 2004, y ganó $84 millones de dólares en Estados Unidos.
Ambas películas utilizaron la popular fórmula de Scooby-Doo, además de parodiarla en algunas ocasiones. Mientras que la primera película tiene villanos originales -exceptuando al verdadero villano mostrado al final de esta-, la segunda muestra a varios villanos de la serie de televisión, Como el Caballero Negro, El Fantasma Eléctrico, El Monstruo de Brea, El Fantasma del Minero, El Capitán Cutler, Los Esqueletos, El Zombi, El Pterodáctilo y El Fantasma de Caramelo.
Posteriormente, el proyecto de las películas con actores reales fue retomado por Cartoon Network y Warner Premiere, produciéndose así en 2009 una precuela llamada Scooby-Doo! El comienzo del misterio estrenada en Cartoon Network el 13 de septiembre de 2009 en el cuadragésimo aniversario de Scooby-Doo. El reparto incluyó a Robbie Amell como Fred, Kate Melton como Daphne, Nick Palatas como Shaggy, Hayley Kiyoko como Vilma y Frank Welker como la voz de Scooby-Doo. Fue seguida por una película del mismo tipo, Scooby-Doo! La maldición del monstruo del lago estrenada el 16 de octubre de 2010 en Cartoon Network Estados Unidos.
El 28 de noviembre de 2017, Blue Ribbon Content (división digital de Warner Bros.) anunció, en asociación con Blondie Girl Productions, el lanzamiento de una quinta película con actores reales, escrita y producida enteramente por mujeres. Daphne y Vilma, la primera historia centrada en los personajes femeninos de la franquicia, cuenta una versión alterna de los orígenes de la amistad entre Daphne Blake y Vilma Dinkley, dos adolescentes que inicialmente se conocen a través de internet. Daphne se traslada a la escuela de Vilma, Ridge Valley High, un instituto experto en tecnología con los más avanzados dispositivos proporcionados por el benefactor de la escuela, el multimillonario Tobias Bloom. Ambas deben investigar la extraña desaparición de varios estudiantes brillantes que se postularon para ser becarios en Bloom Innovative (la empresa del dueño) y ahora regresan convertidos en zombis. Escrita por Kye Mack y Caitlin Meares, la cinta, lanzada directamente en DVD el 22 de mayo de 2018, fue producida por Jennifer y Ashley Tisdale y contó con Sarah Jeffery (Descendientes; Shades of Blue; Wayward Pines) como Daphne, y Sarah Gilman (Last Man Standing) como Vilma.

### Películas en el universo cinematográfico de Hanna-Barbera
En el año 2014 Warner Bros. anunció el relanzamiento fílmico de Scooby-Doo con una película animada que se proyectó en cines el 17 de julio de 2020: ¡Scooby!, el primer largometraje animado de la franquicia en cines, fue dirigido por Tony Cervone (creador de Scooby-Doo! Misterios S.A.) bajo un guion de Kelly Fremon Craig y Matt Lieberman, junto a Charles Roven, Richard Suckle y Allison Abbate de Atlas Entertainment. Según Warner Bros., la película daría inicio al denominado Universo cinematográfico de Hanna-Barbera.

## Influencia

### Scooby-Dooen la cultura popular
Scooby-Doo es responsable de la creación de varias frases, como "Scooby galletas", "Máquina del Misterio" y algunas variantes de la frase "Lo habría conseguido de no ser por esos chicos entrometidos", dicha tradicionalmente por el villano luego de ser desenmascarado. La frase ha sido tan popular que sólo las palabras "chicos entrometidos" sirven como referencia.
Algunos programas de televisión y películas hacen referencias a Scooby-Doo, por ejemplo Wayne's World, Smallville, Sabrina, la bruja adolescente, Dos hombres y medio, Looney Tunes: De Nuevo en Acción, Wizards of Waverly Place, Melissa & Joey, La ley y el orden, Psych, Pretty Little Liars, El misterio de Anubis, Padre de familia, Los Simpson, The Big Bang Theory y la serie de televisión Buffy la cazavampiros, donde Buffy y su grupo se hacen llamar "Scooby Gang" o "Scoobies", una notoria referencia a Scooby-Doo. Curiosamente, Sarah Michelle Gellar, quien hace el papel de Buffy, encarnaría a Daphne en las películas con actores reales. Incluso South Park tiene referencias a Scooby-Doo en un episodio llamado "KoЯn's Groovy Pirate Ghost Mystery". La película de Kevin Smith, Jay y Bob el Silencioso contraatacan incluye una escena donde Jay y Bob el Silencioso son recogidos por la Máquina del Misterio cuando viajaban. La serie de Adult Swim Los hermanos Venture contiene capítulos donde se parodia a la pandilla de Scooby-Doo, particularmente en el episodio ¡Viva los Muertos! donde se presenta a los personajes como una banda de hippies con nombres alterados y personalidades bastante siniestras. Diversas caricaturas también han parodiado o mostrado personajes y elementos típicos de Scooby-Doo, entre ellas Yin Yang Yo!, Dave, el Bárbaro, Los reyes de la colina, Escuadrón del Tiempo (reutilizando la música incidental de Nichols) y Los padrinos mágicos (como "Escooba-Doo y el Club del Misterio", en el especial Cazadores de Canales). Además, TV Funhouse parodió a Un cachorro llamado Scooby-Doo con una versión incluso más joven de los personajes llamada Fetal Scooby Doo.

### Temáticas escondidas
Al igual que varios otros programas de sábado por la mañana, Scooby-Doo ha sido acusado de tener temas escondidos, en este caso relacionados con el sexo y el uso de drogas. Estas suposiciones son representadas a través de parodias hechas por comediantes, músicos y productores.
El uso de drogas es el tema más utilizado, especialmente para explicar los orígenes beatnik de Shaggy. Él y Scooby-Doo son mostrados como personajes de gran apetito, que ha sido interpretado como consecuencia del consumo de marihuana. Sin embargo, Iwao Takamoto, uno de los creadores de la serie, desmintió esto diciendo: 

«El equipo creativo, del cual era parte, nunca pensó en eso mientras ideábamos el programa. No fue hasta mucho más tarde, una vez que la conciencia sobre las drogas se hizo más fuerte dentro de la sociedad, que este rumor salió a flote [...] El hecho de que Scooby y Shaggy estén siempre hambrientos fue simplemente un intento de Joe Ruby y Kevin Spears por insertar alguna idiosincrasia en sus personalidades».

Algunas parodias muestran que las "Scooby galletas" contienen drogas en vez de ingredientes de comida para perro. Las referencias más directas a la teoría de las drogas fueron producidas por los propios Warner Bros. y Cartoon Network. Un episodio de Harvey Birdman, abogado (del bloque Adult Swim) muestra a Shaggy y Scooby-Doo quienes son arrestados por posesión de drogas, aunque al final, su inocencia es demostrada gracias a Birdman y a la pandilla. La primera película de Scooby-Doo con actores reales muestra varias bromas en relación con el mito, como ejemplo Shaggy y Scooby están comiendo dentro de la máquina del misterio, y cuando alguien toca no quieren abrir; además Shaggy se enamora de una joven llamada "Mary Jane" -en inglés es un apodo de la marihuana.
Otras teorías incluyen actividades sexuales entre los personajes de Scooby-Doo. Mientras trabajaban en la serie original, Joe Ruby y Ken Spears escribían repetidamente la misma rutina, Fred y Daphne desaparecían durante algunos minutos para poder enfocarse en sus "comediantes": Shaggy, Scooby y Vilma. Como resultado, Fred y Daphne se pierden de la mayoría de la acción en los episodios, llevando a la suposición de que están teniendo sexo en vez de buscar pistas. Al igual que el uso de drogas, este tema ha sido parodiado, en el episodio de Johnny Bravo, "Bravo Dooby Doo", y ambas películas de Scooby-Doo muestran alguna referencia a la teoría. Al igual en una parodia de la serie para adultos Pollo Robot, Fred les dice a todos el plan para resolver un misterio. Cuando menciona que harán Daphne y él, dice: "...Daphne y yo estaremos en la cabaña teniendo sexo toda la noche", haciendo referencia a este hecho.

## Comercialización
El primer producto comercial de Scooby-Doo fueron los cómics, ¿Scooby-Doo dónde estás? de Gold Key Comics, que fueron adaptaciones de los episodios mostrados por televisión. Los cómics pronto presentaron historias originales con Charlton Comics, escritas por Mark Evanier y dibujadas por Dan Spiegle. Desde entonces, los cómics de Scooby-Doo han sido publicados por Marvel Comics, Archie Comics y DC Comics, quienes continuaron publicando un número mensual. Scrappy-Doo apareció por primera y única vez durante el período con Archie Comics, quien además realizó una sola historia de Un cachorro llamado Scooby-Doo. Una de las historietas presentaba referencias a William Hanna, Joseph Barbera, Don Messick (voz original de Scooby), Nicole Jaffe (voz original de Vilma), Frank Welker (voz actual de Scooby y Freddy) y Casey Kasem (ex-voz de Shaggy). Desde 1997, DC Comics posee los derechos de publicación de historietas basadas en personajes de Hanna-Barbera, otorgados por la misma Warner Bros., y continúa publicando su serie de cómics de Scooby-Doo hasta la actualidad.
Otros productos de Scooby-Doo incluyen loncheras, libros de colorear, cuentos, grabaciones, ropa interior y otros. Cuando Scrappy-Doo fue introducido a la serie en 1979, él, Scooby y Shaggy fueron el foco de atención de muchos productos, incluyendo el juego de mesa de Milton-Bradley Scooby and Scrappy-Doo en 1983. El primer videojuego de Scooby-Doo fue creado en 1986 para arcade, y ha sido seguido por muchos otros para consolas y ordenador.
Hoy en día existen variados productos de Scooby-Doo como cereales, muñecos de peluche, figuras de acción, decoración para autos y muchos otros. Las populares "Scooby galletas" son producidas por Del Monte Pet Products. Hasbro ha creado numerosos juegos de mesa, incluyendo uno basado en el juego, Clue. En 2007, Pressman Toy Corporation lanzó el juego de mesa "Scooby-Doo! Haunted House". A partir de 1998, una serie de libros de Scooby-Doo fue autorizada y publicada por Scholastic, Inc.. Dichos libros, escritos por Suzanne Weyn incluyen historias originales y novelizaciones de películas de Scooby-Doo, tanto las directas a video como las de 2002 y 2004. Junto con el lanzamiento de las dos últimas películas, en 2009 Warner Bros. creó un sitio web de descarga gratuita, con contenido exclusivo para fanes de Scooby-Doo, el cual funciona activamente hasta la fecha.
El nuevo programa Scooby-Doo! Misterios S.A. inspiró la creación de una línea de videojuegos desarrollada por Powerful Robot Games para ser lanzada vía su sitio oficial en Cartoon Network, así como una serie novelizada de los capítulos por parte de Scholastic y un set de figuras de acción modelado a partir del diseño actual de los personajes. Todos los anuncios referentes al show como concursos, publicaciones de toda clase de productos, ganadores de premios, estrenos, entre otras novedades diarias, son dados a conocer al público a través de la página de la franquicia en la red social Facebook, creada y operada por Warner Bros.
En el mercado audiovisual, las series y películas de Scooby-Doo vienen siendo publicadas desde los años 1970 (en un principio en formato VHS). A lo largo de los años, Scooby-Doo ha sido distribuido por diferentes compañías: Entre 1969 y 1991, los derechos de distribución de la franquicia eran propiedad de Taft Broadcasting (que cambió de nombre en 1987 a Great American Broadcasting). En 1991, las bibliotecas Hanna-Barbera y Ruby-Spears Productions fueron adquiridas por Turner Broadcasting System, Inc. la cual se fusionó con The Time Warner Company en 1996, con lo que la distribución de las producciones de Scooby-Doo pasó a manos de Turner Program Services (ahora Warner Bros. Television Distribution). Actualmente, Warner Bros. es quien se encarga de publicar y lanzar las distintas producciones de la franquicia, incluyendo series completas, películas de todo tipo, compilaciones, especiales, bandas sonoras, álbumes musicales entre otros contenidos, en variados formatos, incluyendo CD de audio, VHS, DVD y, más recientemente, Blu-Ray.
Desde el año 1990 hasta el 2002, Shaggy y Scooby aparecieron como personajes en el juego El Fantástico mundo de Hanna-Barbera, en Universal Studios Florida. La atracción fue reemplazada por una de Jimmy Neutrón y El Fantástico Mundo de Hanna-Barbera se volvió atracción en los distintos parques propiedad de Paramount Parks. Daphne, Vilma, Shaggy y Scooby-Doo son personajes en Universal Studios Florida, y se los puede ver conduciendo la Máquina del Misterio alrededor del parque.
En 2005, "Scooby-Doo in Stagefright", una actuación teatral interpretada en vivo basada en la serie, empezó una gira alrededor del mundo. Una continuación, "Scooby-Doo y el Pirata Fantasma", la siguió en 2009; y fue sucedida por "Scooby-Doo Live! Musical Mysteries", una producción conjunta entre Warner Bros. Consumer Products y Life Like Touring, que recorrió los teatros de Australia y Nueva Zelanda a partir del 2 de julio de 2011.
El motor de búsqueda Google colocó en su página principal cinco diseños diferentes presentando a la pandilla de Scooby-Doo a manera de logo para Halloween el 31 de octubre de 2010. La pequeña historieta de 5 cuadros presentaba un mini-misterio relacionado con el Halloween, con letras dispersas a lo largo de las 5 imágenes.
Desde el 28 de octubre de 2011, ScrollMotion (en asociación con Warner Bros. Consumer Products) lanzó The Haunted Halloween: A Scooby-Doo You Play Too Book, el primero en una serie de libros animados digitales interactivos de narración profesional, disponibles para iPad. En The Haunted Halloween, la pandilla es invitada a una celebración de Halloween, y el usuario debe resolver enigmas para rescatar a Shaggy y Scooby de una verdadera casa encantada. A este le siguió Fall Frights, libro digital en el cual el usuario debe ayudar a Shaggy y Scooby a esquivar fantasmas y monstruos mientras recolectan bocadillos para llevarlos a casa de Vilma. A través de diferentes aplicaciones en los libros, se pueden recolectar códigos para luego canjearlos por puntos en ZoinksPoints.com, y así acceder a juegos gratuitos, videos, descargas y más. Al terminar, el primer libro tiene opciones para convertirse en rompecabezas o en libro de colorear, para que el usuario cree sus propias escenas con los personajes.

## Filmografía

### Series de televisión
| # de serie        | Título en español                     | Transmisión | Cadena original | Capítulos      | Capítulos  |
| # de serie        | Título en español                     | Transmisión | Cadena original | # de episodios | Temporadas |
| ----------------- | ------------------------------------- | ----------- | --------------- | -------------- | ---------- |
| 1                 | ¿Scooby-Doo dónde estás?              | 1969–1972   | CBS             | 25             | 2          |
| 2                 | Las nuevas películas de Scooby-Doo    | 1972–1974   | CBS             | 24             | 2          |
| 3                 | El show de Scooby-Doo                 | 1976–1979   | ABC             | 40             | 3          |
| 4                 | El show de Scooby-Doo y Scrappy-Doo   | 1979–1980   | ABC             | 16             | 1          |
| 5                 | El show de Scooby-Doo y Scrappy-Doo   | 1980–1983   | ABC             | 33             | 3          |
| 6                 | El nuevo show de Scooby y Scrappy-Doo | 1983–1985   | ABC             | 26             | 2          |
| 7                 | Los 13 fantasmas de Scooby-Doo        | 1985–1986   | ABC             | 13             | 1          |
| 8                 | Un cachorro llamado Scooby-Doo        | 1988–1991   | ABC             | 30             | 3          |
| 9                 | ¿Qué hay de nuevo Scooby-Doo?         | 2002–2005   | Kids' WB en WB  | 42             | 3          |
| 10                | Shaggy y Scooby-Doo detectives        | 2006–2008   | Kids' WB en CW  | 26             | 2          |
| 11                | Scooby-Doo! Misterios S.A.            | 2010–2013   | Cartoon Network | 52             | 2          |
| 12                | Ponte en onda, Scooby-Doo!            | 2015–2018   | Cartoon Network | 52             | 2          |
| 13                | Scooby-Doo y ¿quién crees tú?         | 2019-2022   | Boomerang       | 41             | 2          |
| 14                | Vilma                                 | 2023-2024   | HBO Max         | 20             | 2          |
| Notas 1. 2. 3. 4. |                                       |             |                 |                |            |

### Especiales y películas de televisión
- Scooby-Doo, actor de Hollywood (13 de diciembre de 1979, ABC)
- Scooby-Doo y los Hermanos Boo (1987)
- Scooby-Doo y la Escuela de Fantasmas (1988)
- Scooby-Doo y la Carrera de los Monstruos (1988)
- Scooby-Doo en Noches de Arabia (1993, TBS)
- Detrás del telón de Scooby-Doo (1998, Cartoon Network): Documental formado por 8 cortos animados que cuentan los orígenes de la pandilla. Cada miembro es entrevistado y relata cosas personales sobre sí mismo o sobre los demás. Incluido en el VHS Scooby-Doo's Greatest Mysteries.
- The Scooby-Doo Project (1999, Cartoon Network)
- Night of the Living Doo (2001, Cartoon Network)
- Especiales temáticos directos a DVD incluidos en una serie de lanzamientos conocida como Scooby-Doo! 13 Spooky Tales, todos con una duración aproximada de 22 minutos y utilizando distintos estilos de animación. Todos los especiales producidos y dirigidos por Victor Cook, Alan Burnett, Jason Wyatt y Sam Register, musicalizados por Robert J. Kral y emitidos por Cartoon Network excepto cuando se indique:
  - Scooby-Doo! Juegos espeluznantes (2012): Especial escrito por Mark Banker, con motivo de los Juegos Olímpicos de Londres 2012 e inspirado en las apariciones de Shaggy y Scooby en la serie de 1977 Las olimpiadas de la risa.
  - Scooby-Doo! Navidades siniestras (2012): Especial navideño escrito por Michael F. Ryan, lanzado en el DVD 13 Spooky Tales: Holiday Chills and Thrills.
  - Scooby-Doo! y el espantapájaros tenebroso (2013): Especial de Halloween escrito por Len Uhley y basado en una historia original del guionista Paul Dini y su esposa Misty Lee, lanzado en el DVD 13 Spooky Tales: Run For Your Rife!.
  - Scooby-Doo! La amenaza del perro mecánico (2013): Especial dirigido por Michael Goguen y escrito por Rick Copp, lanzado en el DVD 13 Spooky Tales: Ruh-Roh Robot.
  - Scooby-Doo! El gol tenebroso (2014): Especial con motivo de la Copa Mundial de Fútbol de 2014 lanzado en el DVD 13 spooky tales: Field of screams
  - Scooby-Doo! y el monstruo de la playa (2015): Especial playero lanzado en 13 spooky tales: Surf's Up! Fue la última producción en esta saga de especiales temáticos y el último en contar con el elenco de voces originales en el doblaje al español.
- Lego Scooby-Doo! El terror del caballero negro (2015): Primer especial de la franquicia en formato lego, lanzado televisivamente por Boomerang, animado y doblado al estilo de la serie Ponte en onda, Scooby-Doo!. Un segundo especial, Lego Scooby-Doo!: Hollywood embrujado, fue lanzado al año siguiente.
- Scoobynatural (2018): Crossover especial entre ¿Scooby-Doo dónde estás? y la serie live-action de terror y suspenso Sobrenatural, también de Warner Bros., estrenado el 29 de marzo de 2018 durante su decimotercera temporada. Castiel, Sam y Dean Winchester aparecieron en forma animada en este crossover escrito por Jim Krieg, que combina la temática realista de Sobrenatural con los clásicos ambientes y personajes de Scooby-Doo.

#### Apariciones en otros programas
- Tres episodios originales de la serie Fabulman y Dinamita (1976):
  - Everybody Hyde!
  - What Now, Lowbrow?
  - The Wizard of Ooze
- Bravo Dooby-Doo! (1997): Episodio de la primera temporada de la serie Johnny Bravo escrito por Michael F. Ryan, donde Johnny conoce a la pandilla mientras va a visitar a su tía Gimenita. Van Partible ideó la historia junto a Joseph Barbera insertándole todos los clichés y chistes de los personajes de Scooby-Doo, Iwao Takamoto ayudó a diseñar los fondos e incluso se usó animación reciclada para darle la textura visual de un capítulo antiguo de la serie. Debido a que Don Messick estaba enfermo y Nicole Jaffe se había retirado de la actuación, Hadley Kay y B.J. Ward hicieron las voces de Scooby y Vilma. Frank Welker (Fred y el Buggy Veloz), Heather North (Daphne) y Casey Kasem (Shaggy) fueron los únicos miembros del elenco original que participaron en el capítulo.[48] También en el primer episodio de Navidad, aparece Scooby Doo que recibe un regalo de Johnny Bravo quien suplantaba a Santa Claus después de golpearlo por accidente.
- Diversos comerciales de Cartoon Network (1993–Presente) incluyendo: Shaggy y Droopy estilo Pulp Fiction, Fred explicando por qué usa su pañuelito, Dexter y Vilma se conocen, Fred dando su opinión en Cartoon Network Editorial, Johnny Bravo y su fallida relación con Vilma, promos de el mes de Scooby en Cartoon Network, la vida de Scooby-Doo en Biografía Toon, la contestadora de Daphne, Vilma en un comercial de Dove shampoo, la Máquina del Misterio contra Megas XLR, la prisión San Hanna-Barbera, Gwen chateando con Daphne por Toonface, Frankie convenciendo a Vilma de subir una foto, Vilma mirando a Finn el humano por Toonface y distintas apariciones en las promos por el vigésimo cumpleaños de Cartoon Network.
- Shaggy y Scooby, arrestados (2002) Tercer episodio de la serie Harvey Birdman, abogado de Adult Swim escrito por Michael Ouweleen y Erik Richter.
- Parodias de Pollo Robot:
  - A Scooby-Doo friday (2005) Parodia de Scooby-Doo y Viernes 13 parte III en el episodio Operación rico en espíritu de la primera temporada. Freddie Prinze, Jr., Sarah Michelle Gellar, Linda Cardellini y Matthew Lillard interpretaron a sus personajes como en las películas, junto a Don Knotts y Phyllis Diller que aparecieron como estrellas invitadas.
  - Laff-A-Munich (2007) Parodia de la masacre de Múnich con personajes de Las olimpiadas de la risa, en el episodio Prohibición divertida de la tercera temporada.
  - Scooby-Doo! Mystery not Incorporated (2012) Parodia de Scooby-Doo! Misterios S.A. y La chica del dragón tatuado en el episodio Punctured Jugular de la sexta temporada. Los actores de la parodia anterior repiten sus papeles, con Linda Cardellini como Vilma y Lisbeth Salander.
- Batmite Presents: Batman's Strangest Cases! (2011, Cartoon Network): Crossover entre Scooby-Doo! Misterios S.A. y la serie Batman, El Valiente, parodia de los episodios con Batman, Robin, el Guasón y El Pingüino de Las nuevas películas de Scooby-Doo de 1972, escrita por Paul Dini, Ben Jones y James Tucker. Los actores de voz de Misterios S.A. repiten sus papeles, con Frank Welker como Fred, Scooby-Doo y Batman, Mindy Cohn como Vilma y una vendedora de entradas, y la aparición especial de "Weird Al" Yankovic.
- Parodias de Mad:
  - La pandilla de Scooby-Doo (2011) sketch del episodio El Extraño Mundo de Gordon / Como Conocí a su Momia de la segunda temporada.
  - Informe fiscal de Scooby-Galletas (2012) Testimonio del inventor de las Scooby-Galletas en el episodio Vaca de Acero / Cambiemos Esposas.
- Supernatural:

En el capítulo 13 de la temporada 16  Sam, Dean y Castiel son transportados al mundo animado de Scooby-Doo donde se unen con Scooby y su gente para resolver un caso misterioso de fantasmas.

### Películas directas a vídeo
- Scooby-Doo! en la Isla de los Zombies (1998)
- Scooby-Doo! y el fantasma de la bruja (1999)
- Scooby-Doo! y los invasores alienígenas (2000)
- Scooby-Doo! y la persecución cibernética (2001)
- Scooby-Doo! y la leyenda del vampiro (2003)
- Scooby-Doo! y el monstruo de México (2003)
- Scooby-Doo! y el Monstruo del Lago Ness (2004)
- Hola, Scooby-Doo! (2005)
- Scooby-Doo y la maldición de Cleopatra (2005)
- Scooby-Doo! ¡Piratas a la vista! (2006)
- Scooby-Doo! y el abominable hombre de las nieves (2007)
- Scooby-Doo y el rey de los duendes (2008)
- Scooby-Doo y la espada del samurái (2009)
- Scooby-Doo! Abracadabra-Doo (2010)
- Scooby-Doo! Un verano espeluznante (2010)
- Scooby-Doo! La leyenda del fantasmasauro (2011)
- Scooby Doo música de vampiro (2012)
- Scooby-Doo! Estrella del circo (2012)
- Scooby-Doo! y la máscara del Halcón Azul (2013)
- Las aventuras de Scooby-Doo: El mapa misterioso (2013)
- Scooby-Doo! Miedo al escenario (2013)
- Scooby-Doo! Misterio en la lucha libre (2014)
- Scooby-Doo! y el Frankenmonstruo (2014)
- Scooby-Doo! La locura del monstruo lunar (2015)
- Scooby-Doo! y Kiss: el misterio del rock and roll (2015)
- Scooby-Doo! and WWE: La maldición del Demonio Veloz (2016)
- Scooby-Doo! duelo en el viejo oeste (2017)
- ¡Scooby-Doo! y el fantasma gourmet (2018)
- Scooby-Doo! y Batman el valiente (2018)
- Scooby-Doo! y La Maldición de los 13 fantasmas (2019)
- ¡Scooby Doo! Regreso a la Isla de los Zombis (2019)
- ¡Feliz Halloween, Scooby-Doo! (2020)
- ¡Scooby-Doo! La Espada y Scooby (2021)
- De la nada ¡Scooby-Doo! conoce a Coraje el perro cobarde (2021)
- ¡Scooby-Doo! Dulce o travesura (2022)
- ¡Scooby-Doo y Krypto al rescate! (2023)

### Películas con actores reales
- Scooby-Doo (2002)
- Scooby-Doo 2: Monstruos sueltos (2004)
- Scooby-Doo! El comienzo del misterio (2009)
- Scooby-Doo: La maldición del Monstruo del Lago (2010)
- Daphne y Vilma (2018)

### Películas animadas cinematográficas
- ¡Scooby! (2020)

### Videojuegos
- Scooby-Doo's Maze Chase, un videojuego desarrollado por Mattel Electronics para la consola Intellivision.
- Scooby-Doo, un videojuego de arcade de 1986 creado por Elite Systems y desarrollado por Gargoyle Games para ZX Spectrum y Commodore 64.
- Scooby-Doo Mystery, dos juegos con el mismo título de 1995; uno para Super Nintendo Entertainment System y el otro para Sega Genesis.
- Scooby-Doo: Mystery of the Fun Park Phantom, un juego de 1999 para PC desarrollado por Engineering Animation, Inc. (EAI) y publicado por SouthPeak Interactive. El juego fue desarrollado para Microsoft Windows.
- Scooby-Doo: Classic Creep Capers, un juego de consola del 2000 desarrollado por THQ para Nintendo 64 y Game Boy Color.
- Scooby-Doo and the Cyber Chase, videojuego producido por THQ.
- Scooby-Doo! Night of 100 Frights, un juego de consola de 2002 desarrollado por THQ.
- Scooby-Doo, un juego de 2002 basado en la película con actores reales, desarrollado por THQ para Game Boy Advance. Tuvo una secuela, Scooby-Doo 2: Monsters Unleashed, lanzada en 2004.
- Scooby-Doo: Mystery Mayhem, un juego de consola de 2004 desarrollado por A2M y publicado por THQ.
- Scooby-Doo! Unmasked, un videojuego de consola de 2005 desarrollado por THQ.
- Scooby-Doo! Mystery Adventures, creado en el año 2000 por Learning Company, es un CD-Rom para Windows. Contiene 3 versiones diferentes: Scooby-Doo Showdown in Ghost Town, Scooby-Doo Phantom of the Knight y Scooby-Doo Jinx at the Sphinx.
- Scooby-Doo! First Frights, un videojuego de 2009, desarrollado por Torus Games y lanzado por Warner Bros. Interactive Entertainment, para Wii, Nintendo DS y PS2.
- Scooby-Doo! y el pantano tenebroso, Videojuego lanzado en 2010 por Torus Games y Warner Bros. Interactive Entertainment, para las mismas plataformas que su predecesor.

#### Videojuegos en línealanzados por Cartoon Network/Turner Entertainment
- Scooby-Doo: Attack Of The Vampire Pumpkinheads
- Scooby-Doo And The Creepy Castle
- Bayou Scooby-Doo!
- Scooby-Doo In The Ghosts Of Pirate Beach
- Scooby-Doo: Scrappy Stinks
- Ask Swami Shaggy
- Scooby Snapshot
- Scooby-Trap
- Scooby-Doo! 1000 Graveyard Dash
- Scooby-Doo! Big Air
- Scooby-Doo! Big Air 2: Curse Of The Half Pipe
- Scooby-Doo! Big Air Snow Show
- Scooby-Doo Castle Hassle
- Scooby-Doo In Monster Sandwich
- Scooby-Doo! Love Quest
- Scooby-Doo! Horror On The High Seas Episode 1: The Ghost Pirate Attacks!
- Scooby-Doo! Horror On The High Seas Episode 2: Neptunes Nest
- Scooby-Doo! Horror On The High Seas Episode 3: Reef Relief
- Scooby-Doo! Horror On The High Seas Episode 4: Pirate Ship Of Fools
- Scooby-Doo! Mayan Monster Mayhem Episode 1: River Rapids Rampage
- Scooby-Doo! Mayan Monster Mayhem Episode 2: Creepy Cave Cave-In
- Scooby-Doo! Mayan Monster Mayhem Episode 3: Terror In Tikal
- Scooby-Doo! Mayan Monster Mayhem Episode 4: Temple of Lost Souls
- Scooby-Doo Haunts For The Holidays Episode 1: Theatre Terror
- Scooby-Doo Haunts For The Holidays Episode 2: Ghost In The Cellar
- Scooby-Doo Haunts For The Holidays Episode 3: The Last Act
- Scooby-Doo: Haunted Mansion
- Scooby-Doo! Mystery Incorporated: Crystal Cove Online.

### Series originales
- Scooby-Doo en Cartoon Network
- ¿Scooby Doo dónde estás? (enlace roto disponible en Internet Archive; véase el historial, la primera versión y la última). en Big Cartoon DataBase (en inglés)
- ¿Scooby-Doo dónde estás? en Internet Movie Database (en inglés).
- Las nuevas películas de Scooby-Doo en Internet Movie Database (en inglés).
- El show de Scooby-Doo en Internet Movie Database (en inglés).
- Scooby-Doo en TV.com Archivado el 6 de febrero de 2009 en Wayback Machine. (en inglés)
- La historia de Scooby-Doo: Breve ensayo sobre la creación del programa (en inglés)
- Entrevista con Iwao Takamoto sobre Scooby-Doo (en español)
- Scooby-Doo y el humanismo secular: Artículo de análisis sobre el trasfondo conceptual de la franquicia y las lecciones que enseña, basado en la cosmovisión del humanismo secular (en inglés)
- Breve repaso de los aspectos más destacados de las series y personajes (en español)

### Nuevas producciones
- Scooby-Doo! Misterios S.A. en Internet Movie Database (en inglés).
- ¿Qé hay de nuevo Scooby-Doo? (enlace roto disponible en Internet Archive; véase el historial, la primera versión y la última). en Big Cartoon DataBase (en inglés)
- ¿Qué hay de nuevo Scooby-Doo? en Internet Movie Database (en inglés).
- Scooby-Doo! Misterios S.A. en Teletoon (en inglés)

### Películas
- Wikimedia Commons alberga una categoría multimedia sobre Scooby-Doo.
- Scooby-Doo en Internet Movie Database (en inglés).
- Scooby-Doo 2: Monstruos sueltos en Internet Movie Database (en inglés).
- Scooby-Doo! El comienzo del misterio en Internet Movie Database (en inglés).
- Scooby-Doo! La maldición del monstruo del lago en Internet Movie Database (en inglés).
- Daphne y Vilma en Internet Movie Database (en inglés).

- Datos: Q205683
- Multimedia: Scooby-Doo / Q205683